# Labé
Labé – miasto w Gwinei. Znajduje się na wyżynie Futa Dżalon w północno-centralnej części kraju w regionie Labé.
Miasto zostało założone w 1720 roku przez ludzi Dialonke. Nazwa pochodzi od nazwiska ich przywódcy, Manga Labé. Miasto znajduje się na dobrze zamieszkanej wyżynie Futa Dżalon i stanowi jej centralny ośrodek życia społecznego i administracyjnego. W mieście znajduje się szpital, kilka szkół a nawet oddział uniwersytetu w Konkary. Oprócz meczetu, w mieście działa też misja katolicka.
Miasto znane jest z tkactwa, szewstwa, zbioru owoców (m.in pomarańcze, cytryny i banany). Jest też ważnym centrum handlowym m.in. bydła, ryżu, prosa oraz owoców cytrusowych z pobliskimi krajami: Senegalem, Sierra Leone i Gambią.